# Veldrijden in het seizoen 2020-2021
Het veldritseizoen 2020-2021 begon op 5 september 2020 met de Virginia's Blue Ridge GO Cross in Roanoke, Verenigde Staten en eindigde op 21 februari 2021 met de Internationale Sluitingsprijs in Oostmalle, België.

## UCI ranking
De UCI ranking werd opgemaakt aan de hand van de resultaten van het afgelopen jaar. Bij elke nieuwe ranking werden de punten behaald sinds de vorige ranking erbij geteld en de punten die zijn behaald tot dezelfde datum het jaar ervoor eraf gehaald. Het aantal punten dat gewonnen kon worden bij elke wedstrijd was afhankelijk van de wedstrijdcategorie. De startvolgorde in sommige wedstrijden is afhankelijk van deze ranking: hoe hoger op de ranking, hoe verder vooraan de renner mag starten.
De beste vijftig renners en rensters in de ranking waren startgerechtigd in de wereldbeker, mits gerangschikt bij de beste acht van hun land. Alle landen die minder dan acht startgerechtigde renners hadden, mochten hun team aanvullen tot acht renners.

### Puntenverdeling
| Categorie | Omschrijving                                          | 1e  | 2e  | 3e  | 4e  | 5e  | 6e  | 7e  | 8e  | 9e  | 10e |
| --------- | ----------------------------------------------------- | --- | --- | --- | --- | --- | --- | --- | --- | --- | --- |
| CM        | Wereldkampioenschap (Championnats du Monde)           | 400 | 360 | 320 | 280 | 240 | 200 | 190 | 180 | 170 | 160 |
| CDM       | Wereldbeker (Coupe du Monde)                          | 200 | 160 | 140 | 120 | 110 | 100 | 90  | 80  | 70  | 60  |
| CC        | Continentaal kampioenschap (Championnats Continental) | 100 | 60  | 40  | 30  | 25  | 20  | 17  | 15  | 12  | 10  |
| CN        | Nationaal kampioenschap (Championnat National)        | 100 | 60  | 40  | 30  | 25  | 20  | 15  | 10  | 5   | 3   |
| C1        | Wedstrijdcategorie 1                                  | 80  | 60  | 40  | 30  | 25  | 20  | 17  | 15  | 12  | 10  |
| C2        | Wedstrijdcategorie 2                                  | 40  | 30  | 20  | 15  | 10  | 8   | 6   | 4   | 2   | 1   |

Voor alle categorieën, behalve de jongens junioren werden alle resultaten meegenomen voor de UCI ranking.

Voor de jongens junioren werden alleen de beste uitslagen in aanmerking genomen:

000- jongens junioren wedstrijden van een klasse 1 of klasse 2 evenement: de beste 6 resultaten van elke renner;

000- jongens junioren UCI Wereldbekerwedstrijd: de beste 5 resultaten van elke renner.

#### Coronamaatregelen
Vanwege de coronapandemie waren enkele maatregelen genomen om de ranking eerlijker te maken voor rijders die niet in staat waren om wedstrijden te rijden:
- Mannen elite en vrouwen elite: de UCI-ranking vanaf 17 november 2020 bestond naast de verdiende punten uit het seizoen 2020-2021, uit de UCI-punten van het seizoen 2019-2020 van de wedstrijden die in het seizoen 2020-2021 waren afgelast. (Een voorbeeld: de pan-Amerikaanse kampioenschappen veldrijden van 7-8 november 2020 waren afgelast vanwege de coronapandemie. De punten van de vorige editie van 9-10 november 2019 bleven in de ranglijst tot het einde van het seizoen 2020-2021.)
- Mannen elite en vrouwen elite: alle punten werden na het seizoen 2021-2022 op nul gezet, met uitzondering van de punten van de Wereldkampioenschappen veldrijden 2021.
- Jongens junioren: de junioren ranking was geannuleerd per 17 november 2020 en zou herstarten in het begin van het seizoen 2021-2022, met uitzondering van de punten van de Wereldkampioenschappen veldrijden 2021.[1]

### Eindstanden
De landenrankings per categorie werden opgemaakt door optelling van de punten die behaald werden door de eerste drie geklasseerde renners van elk land. In het geval dat landen gelijk stonden in de stand, was de plaats van hun beste renner in de individuele stand beslissend.

#### Mannen
| Plaats | Renner                 | Punten |
| ------ | ---------------------- | ------ |
| 1      | Toon Aerts             | 2.771  |
| 2      | Eli Iserbyt            | 2.365  |
| 3      | Michael Vanthourenhout | 2.243  |
| 4      | Mathieu van der Poel   | 2.150  |
| 5      | Laurens Sweeck         | 2.150  |
| 6      | Lars van der Haar      | 1.843  |
| 7      | Wout van Aert          | 1.685  |
| 8      | Quinten Hermans        | 1.605  |
| 9      | Corné van Kessel       | 1.421  |
| 10     | Tom Pidcock            | 1.327  |
| 11     | Felipe Orts Lloret     | 1.111  |
| 12     | Gianni Vermeersch      | 1.000  |
| 13     | Kevin Kühn             | 986    |
| 14     | Daan Soete             | 903    |
| 15     | Curtis White           | 901    |
| 16     | Ryan Kamp              | 870    |
| 17     | Joris Nieuwenhuis      | 721    |
| 18     | Vincent Baestaens      | 699    |
| 19     | Kevin Suarez Fernandez | 694    |
| 20     | Thijs Aerts            | 693    |

| Plaats | Land                | Punten |
| ------ | ------------------- | ------ |
| 1      | België              | 7.379  |
| 2      | Nederland           | 5.414  |
| 3      | Verenigd Koninkrijk | 2.154  |
| 4      | Spanje              | 2.128  |
| 5      | Zwitserland         | 1.957  |
| 6      | Verenigde Staten    | 1.859  |
| 7      | Frankrijk           | 1.444  |
| 8      | Tsjechië            | 1.186  |
| 9      | Italië              | 871    |
| 10     | Duitsland           | 730    |
| 11     | Canada              | 615    |
| 12     | Japan               | 535    |
| 13     | Australië           | 427    |
| 14     | Slowakije           | 385    |
| 15     | Polen               | 381    |
| 16     | Denemarken          | 306    |
| 17     | Luxemburg           | 251    |
| 18     | Ierland             | 243    |
| 19     | Oostenrijk          | 233    |
| 20     | Nieuw-Zeeland       | 212    |

| Plaats | Land                | Punten |
| ------ | ------------------- | ------ |
| 1      | Verenigd Koninkrijk | 2.154  |
| 2      | Nederland           | 1.686  |
| 3      | België              | 1.088  |
| 4      | Zwitserland         | 563    |
| 5      | Spanje              | 499    |
| 6      | Frankrijk           | 463    |
| 7      | Verenigde Staten    | 400    |
| 8      | Tsjechië            | 292    |
| 9      | Italië              | 266    |
| 10     | Japan               | 199    |
| 11     | Canada              | 192    |
| 12     | Noorwegen           | 185    |
| 13     | Luxemburg           | 184    |
| 14     | Finland             | 180    |
| 15     | Denemarken          | 155    |
| 16     | Chili               | 135    |
| 17     | Estland             | 130    |
| 18     | Kroatië             | 115    |
| 19     | Duitsland           | 115    |
| 20     | Australië           | 96     |

#### Vrouwen
| Plaats | Renster                    | Punten |
| ------ | -------------------------- | ------ |
| 1      | Ceylin del Carmen Alvarado | 2.852  |
| 2      | Lucinda Brand              | 2.565  |
| 3      | Annemarie Worst            | 2.176  |
| 4      | Denise Betsema             | 2.167  |
| 5      | Clara Honsinger            | 1.693  |
| 6      | Manon Bakker               | 1.440  |
| 7      | Maghalie Rochette          | 1.426  |
| 8      | Sanne Cant                 | 1.298  |
| 9      | Yara Kastelijn             | 1.277  |
| 10     | Kata Blanka Vas            | 1.034  |
| 11     | Lucía González Blanco      | 1.010  |
| 12     | Anna Kay                   | 985    |
| 13     | Inge van der Heijden       | 984    |
| 14     | Rebecca Fahringer          | 914    |
| 15     | Aniek van Alphen           | 834    |
| 16     | Eva Lechner                | 803    |
| 17     | Alice Maria Arzuffi        | 766    |
| 18     | Christine Majerus          | 739    |
| 19     | Fem van Empel              | 717    |
| 20     | Perrine Clauzel            | 704    |

| Plaats | Land                | Punten |
| ------ | ------------------- | ------ |
| 1      | Nederland           | 7.593  |
| 2      | Verenigde Staten    | 3.254  |
| 3      | België              | 2.625  |
| 4      | Canada              | 2.204  |
| 5      | Verenigd Koninkrijk | 2.043  |
| 6      | Italië              | 1.990  |
| 7      | Frankrijk           | 1.925  |
| 8      | Spanje              | 1.793  |
| 9      | Tsjechië            | 1.374  |
| 10     | Hongarije           | 1.134  |
| 11     | Luxemburg           | 925    |
| 12     | Zwitserland         | 760    |
| 13     | Duitsland           | 726    |
| 14     | Oostenrijk          | 498    |
| 15     | Japan               | 498    |
| 16     | Slowakije           | 481    |
| 17     | Australië           | 366    |
| 18     | Polen               | 328    |
| 19     | Ierland             | 277    |
| 20     | Noorwegen           | 250    |

| Plaats | Land                | Punten |
| ------ | ------------------- | ------ |
| 1      | Nederland           | 3.258  |
| 2      | Verenigd Koninkrijk | 1.501  |
| 3      | Frankrijk           | 1.383  |
| 4      | Hongarije           | 1.124  |
| 5      | Italië              | 905    |
| 6      | Verenigde Staten    | 733    |
| 7      | Canada              | 667    |
| 8      | België              | 585    |
| 9      | Tsjechië            | 463    |
| 10     | Zwitserland         | 400    |
| 11     | Slowakije           | 264    |
| 12     | Luxemburg           | 216    |
| 13     | Denemarken          | 215    |
| 14     | Japan               | 204    |
| 15     | Litouwen            | 170    |
| 16     | Estland             | 170    |
| 17     | Finland             | 165    |
| 18     | Duitsland           | 164    |
| 19     | Portugal            | 155    |
| 20     | Oostenrijk          | 145    |

#### Teams
| Plaats | Team                          | Punten |
| ------ | ----------------------------- | ------ |
| 1      | Baloise Trek Lions            | 7.857  |
| 2      | Pauwels Sauzen-Bingoal        | 7.492  |
| 3      | Alpecin-Fenix                 | 6.192  |
| 4      | Credishop-Fristads            | 4.303  |
| 5      | Trinity Racing                | 1.848  |
| 6      | A.S. Bike Crossteam           | 1.045  |
| 7      | Selle Italia-Guerciotti-Elite | 1.002  |
| 8      | Team S1neo-Graal-Bjorka       | 706    |

## Kalender

### Klassementscrossen
Van de crossen van de drie grote klassementen (de Wereldbeker, de Superprestige en de Trofee) zullen er nooit twee op dezelfde dag verreden worden. Meestal zijn de crossen verspreid over weekenden, maar het komt voor dat een week(end) meerdere klassementscrossen bevat. De meeste top-crossers rijden in alle onderstaande klassementscrossen mee, waardoor het in sommige periodes/weekenden ("dubbele weekenden") extra druk kan zijn, vooral rondom de kerst en nieuwjaar.
| Week | Datum                                                                       | Cross 1                                                                     | (Datum)                                                                     | (Cross 2)                                                                   |
| ---- | --------------------------------------------------------------------------- | --------------------------------------------------------------------------- | --------------------------------------------------------------------------- | --------------------------------------------------------------------------- |
| 40   | 4 oktober (zo)                                                              | Wereldbeker Waterloo (Wereldbeker)                                          |                                                                             |                                                                             |
| 41   | 11 oktober (zo)                                                             | Cyclocross Gieten (Superprestige)                                           |                                                                             |                                                                             |
| 42   | 18 oktober (zo)                                                             | Wereldbeker Dublin (Wereldbeker)                                            |                                                                             |                                                                             |
| 43   | 24 oktober (za)                                                             | Cyclocross Ruddervoorde (Superprestige)                                     |                                                                             |                                                                             |
| 44   | 31 oktober (za)                                                             | Koppenbergcross (X²O Badkamers Trofee)                                      | 1 november (zo)                                                             | Druivencross (Wereldbeker) (naar 24/01/21)                                  |
| 45   | Week(end) gereserveerd voor continentale kampioenschappen (7 en 8 november) | Week(end) gereserveerd voor continentale kampioenschappen (7 en 8 november) | Week(end) gereserveerd voor continentale kampioenschappen (7 en 8 november) | Week(end) gereserveerd voor continentale kampioenschappen (7 en 8 november) |
| 46   | 11 november (wo)                                                            | Jaarmarktcross Niel (Superprestige)                                         | 15 november (zo)                                                            | Cyclocross Tábor (Wereldbeker) (naar 29/11/20)                              |
| 47   | 21 november (za) 22 november (zo)                                           | Vlaamse Aardbeiencross (Superprestige)                                      | 22 november (zo)                                                            | Duinencross (Wereldbeker)                                                   |
| 48   | 28 november (za)                                                            | Urban Cross (X²O Badkamers Trofee)                                          | 29 november (zo)                                                            | Wereldbeker Besançon (Wereldbeker) Cyclocross Tábor (Wereldbeker)           |
| 49   | 5 december (za) 6 december (zo)                                             | Niels Albert CX (Superprestige)                                             | 6 december (zo)                                                             | Ambiancecross (Wereldbeker) (naar 27/12/20)                                 |
| 50   | 12 december (za)                                                            | Scheldecross (X²O Badkamers Trofee/Wereldbeker)                             | 13 december (zo)                                                            | Cyclocross Zonhoven (Wereldbeker) Cyclocross Asper-Gavere (Superprestige)   |
| 51   | 19 december (za)                                                            | Cyclocross Asper-Gavere (Superprestige) (naar 13/12/20)                     | 20 december (zo)                                                            | Citadelcross (Wereldbeker)                                                  |
| 52   | 23 december (wo)                                                            | Herentals Cross (X²O Badkamers Trofee)                                      |                                                                             |                                                                             |
| 52   | 26 december (za)                                                            | GP Eric De Vlaeminck (Superprestige)                                        | 27 december (zo)                                                            | Cyclocross Diegem (Wereldbeker) Ambiancecross (Wereldbeker)                 |
| 53   | 29 december (di)                                                            | Azencross (X²O Badkamers Trofee) (vervangen door Herentals op 23/12/12)     | 1 januari (vr)                                                              | GP Sven Nys (X²O Badkamers Trofee)                                          |
| 53   |                                                                             |                                                                             | 3 januari (zo)                                                              | Vestingcross (Wereldbeker)                                                  |
| 1    | Week(end) gereserveerd voor nationale kampioenschappen (9 en 10 januari)    | Week(end) gereserveerd voor nationale kampioenschappen (9 en 10 januari)    | Week(end) gereserveerd voor nationale kampioenschappen (9 en 10 januari)    | Week(end) gereserveerd voor nationale kampioenschappen (9 en 10 januari)    |
| 2    | 17 januari (zo)                                                             | Wereldbeker Villars (Wereldbeker)                                           |                                                                             |                                                                             |
| 3    | 23 januari (za)                                                             | Flandriencross (X²O Badkamers Trofee)                                       | 24 januari (zo)                                                             | GP Adrie van der Poel (Wereldbeker) Druivencross (Wereldbeker)              |
| 4    | Week(end) gereserveerd voor wereldkampioenschappen (30 en 31 januari)       | Week(end) gereserveerd voor wereldkampioenschappen (30 en 31 januari)       | Week(end) gereserveerd voor wereldkampioenschappen (30 en 31 januari)       | Week(end) gereserveerd voor wereldkampioenschappen (30 en 31 januari)       |
| 5    | 6 februari (za)                                                             | Noordzeecross (Superprestige)                                               | 7 februari (zo)                                                             | Krawatencross (X²O Badkamers Trofee)                                        |
| 6    | 14 februari (zo)                                                            | Brussels Universities Cyclocross (X²O Badkamers Trofee)                     |                                                                             |                                                                             |

### Kalender per maand
De wereldbeker wordt weergegeven in vetgedrukte tekst, de belangrijkste regelmatigheidscriteriums in cursief gedrukte tekst.
Voor de wedstrijdcategorieën, zie UCI-wedstrijdcategorieën.

#### September
| Datum | Cross                            | Cat. | Winnaar mannen | Winnaar vrouwen   |
| ----- | -------------------------------- | ---- | -------------- | ----------------- |
| 13    | EKZ CrossTour #1, Baden          | C1   | Lars Forster   | Elisabeth Brandau |
| 26    | Ethias Cross Rapencross, Lokeren | C2   | Eli Iserbyt    | Aniek van Alphen  |
| 26    | TOI TOI Cup #1, Mladá Boleslav   | C2   | Michael Boroš  | Sara Casasola     |
| 27    | TOI TOI Cup #2, Holé Vrchy       | C2   | Lander Loockx  | Sara Casasola     |

#### Oktober
| Datum | Cross                                        | Cat. | Winnaar mannen                     | Winnaar vrouwen                    |
| ----- | -------------------------------------------- | ---- | ---------------------------------- | ---------------------------------- |
| 3     | Ethias Cross Polderscross, Kruibeke          | C2   | Toon Aerts                         | Lucinda Brand                      |
| 4     | Grand Prix Raková, Raková                    | C2   | Afgelast vanwege de coronapandemie | Afgelast vanwege de coronapandemie |
| 10    | CX Täby Park, Täby                           | C2   | Gianni Siebens                     | Suzanne Verhoeven                  |
| 11    | Superprestige #1, Gieten                     | C1   | Toon Aerts                         | Ceylin del Carmen Alvarado         |
| 11    | Grand Prix Podbrezová, Podbrezová            | C2   | Afgelast vanwege de coronapandemie | Afgelast vanwege de coronapandemie |
| 11    | Internationales Radquer Steinmaur, Steinmaur | C2   | Kevin Kuhn                         | Maghalie Rochette                  |
| 11    | Stockholm cyclocross, Stockholm              | C2   | Steve Chainel                      | Suzanne Verhoeven                  |
| 11    | Coupe d'Espagne #1, Sueca                    | C2   | Felipe Orts                        | Lucía González Blanco              |
| 17    | Ethias Cross Beringen, Beringen              | C2   | Toon Aerts                         | Denise Betsema                     |
| 18    | EKZ CrossTour #2, Bern                       | C1   | Michael Vanthourenhout             | Denise Betsema                     |
| 24    | Superprestige #2, Ruddervoorde               | C1   | Eli Iserbyt                        | Ceylin del Carmen Alvarado         |
| 24    | Coupe de France #1, Vittel                   | C2   | Afgelast vanwege de coronapandemie | Afgelast vanwege de coronapandemie |
| 24    | Grand prix Porac, Porac                      | C2   | Afgelast vanwege de coronapandemie | Afgelast vanwege de coronapandemie |
| 25    | Coupe de France #2, Vittel                   | C2   | Afgelast vanwege de coronapandemie | Afgelast vanwege de coronapandemie |
| 25    | Munich Super Cross, München                  | C2   | Afgelast vanwege de coronapandemie | Afgelast vanwege de coronapandemie |
| 31    | X²O Badkamers Trofee #1, Oudenaarde          | C1   | Eli Iserbyt                        | Annemarie Worst                    |
| 31    | Castle Cross, Micăsasa                       | C2   | Afgelast vanwege de coronapandemie | Afgelast vanwege de coronapandemie |
| 31    | Grand-Prix de la Commune de Contern, Contern | C2   | Afgelast vanwege de coronapandemie | Afgelast vanwege de coronapandemie |
| 31    | Ruts 'n' Guts #1, Broken Arrow               | C2   | Afgelast vanwege de coronapandemie | Afgelast vanwege de coronapandemie |

#### November
| Datum | Cross                                                  | Cat. | Winnaar mannen                     | Winnaar vrouwen                    |
| ----- | ------------------------------------------------------ | ---- | ---------------------------------- | ---------------------------------- |
| 1     | Gran Premi Les Franqueses, Les Franqueses del Vallès   | C2   | Afgelast vanwege de coronapandemie | Afgelast vanwege de coronapandemie |
| 1     | November Cross, Micăsasa                               | C2   | Afgelast vanwege de coronapandemie | Afgelast vanwege de coronapandemie |
| 1     | Ruts 'n' Guts #2, Broken Arrow                         | C2   | Afgelast vanwege de coronapandemie | Afgelast vanwege de coronapandemie |
| 8     | Europese kampioenschappen, Rosmalen                    | CC   | Eli Iserbyt                        | Ceylin del Carmen Alvarado         |
| 11    | Superprestige #3, Niel                                 | C1   | Laurens Sweeck                     | Lucinda Brand                      |
| 11    | Cyclo-cross International de la Solidarité, Lutterbach | C2   | Afgelast vanwege de coronapandemie | Afgelast vanwege de coronapandemie |
| 14    | Ethias Cross Leuven, Leuven                            | C1   | Laurens Sweeck                     | Ceylin del Carmen Alvarado         |
| 14    | Coupe de France #3, Quelneuc                           | C2   | Afgelast vanwege de coronapandemie | Afgelast vanwege de coronapandemie |
| 14    | Lunca Timisului CX Cup, Timisoara                      | C2   | Afgelast vanwege de coronapandemie | Afgelast vanwege de coronapandemie |
| 14    | Resolution 'Cross Cup #1, Garland                      | C2   | Afgelast vanwege de coronapandemie | Afgelast vanwege de coronapandemie |
| 15    | Coupe de France #4, Quelneuc                           | C2   | Afgelast vanwege de coronapandemie | Afgelast vanwege de coronapandemie |
| 15    | TOI TOI Cup #3, Hlinsko                                | C2   | Afgelast vanwege de coronapandemie | Afgelast vanwege de coronapandemie |
| 15    | Coupe d'Espagne #2, Alcobendas                         | C2   | Afgelast vanwege de coronapandemie | Afgelast vanwege de coronapandemie |
| 15    | Resolution 'Cross Cup #2, Garland                      | C2   | Afgelast vanwege de coronapandemie | Afgelast vanwege de coronapandemie |
| 17    | TOI TOI Cup #4, Rýmařov                                | C2   | Michael Boroš                      | Kata Blanka Vas                    |
| 17    | Grand Prix Krupina, Krupina                            | C2   | Afgelast vanwege de coronapandemie | Afgelast vanwege de coronapandemie |
| 21    | North Carolina Grand Prix #1, Hendersonville           | C2   | Afgelast vanwege de coronapandemie | Afgelast vanwege de coronapandemie |
| 22    | Bryksy Cross Gościęcin, Gościęcin                      | C2   | Marek Konwa                        | Kata Blanka Vas                    |
| 22    | Gran Premio Mamma E Papa Guerciotti AM, Milaan         | C2   | Afgelast vanwege de coronapandemie | Afgelast vanwege de coronapandemie |
| 22    | KANSAI Cyclo Cross Makino Round, Takashima             | C2   | Hijiri Oda                         | Miho Imai                          |
| 22    | Superprestige #4, Merksplas                            | C2   | Michael Vanthourenhout             | Lucinda Brand                      |
| 22    | TOI TOI Cup #5, Jičín                                  | C2   | Jakob Dorigoni                     | Joyce Vanderbeken                  |
| 22    | North Carolina Grand Prix #2, Hendersonville           | C2   | Afgelast vanwege de coronapandemie | Afgelast vanwege de coronapandemie |
| 28    | Grand Prix Trnava, Trnava                              | C2   | Lander Loockx                      | Amira Mellor                       |
| 28    | X²O Badkamers Trofee #2, Kortrijk                      | C2   | Eli Iserbyt                        | Lucinda Brand                      |
| 29    | Wereldbeker #1, Tábor                                  | CDM  | Michael Vanthourenhout             | Lucinda Brand                      |
| 29    | Grand Prix Podbrezová, Podbrezová                      | C2   | Lander Loockx                      | Amira Mellor                       |
| 29    | Abadiñoko Udala Saria, Abadiano                        | C2   | Afgelast vanwege de coronapandemie | Afgelast vanwege de coronapandemie |

#### December
| Datum | Cross                                                         | Cat. | Winnaar mannen                     | Winnaar vrouwen                    |
| ----- | ------------------------------------------------------------- | ---- | ---------------------------------- | ---------------------------------- |
| 5     | TOI TOI Cup #6, Čáslav                                        | C2   | Afgelast vanwege de coronapandemie | Afgelast vanwege de coronapandemie |
| 6     | Grand Prix Topoľčianky, Topoľčianky                           | C2   | Mathieu Morichon                   | Anais Morichon                     |
| 6     | Superprestige #5, Boom                                        | C2   | Eli Iserbyt                        | Lucinda Brand                      |
| 6     | 12° International Cyclocross Increa Brugherio, Brugherio      | C2   | Afgelast vanwege de coronapandemie | Afgelast vanwege de coronapandemie |
| 8     | Ciclocross del Ponte, Fae' Di Oderzo                          | C2   | Afgelast vanwege de coronapandemie | Afgelast vanwege de coronapandemie |
| 12    | X²O Badkamers Trofee #3, Antwerpen                            | C1   | Mathieu van der Poel               | Denise Betsema                     |
| 12    | Coupe d'Espagne #3, Xàtiva                                    | C2   | Felipe Orts                        | Lucía González Blanco              |
| 12    | TOI TOI Cup #7, Kolín                                         | C2   | Marek Konwa                        | Pavla Havlíková                    |
| 12    | Coupe de France #5, Liévin                                    | C2   | Afgelast vanwege de coronapandemie | Afgelast vanwege de coronapandemie |
| 12    | Utsunomiya Cyclo Cross #1, Utsunomiya                         | C2   | Afgelast vanwege de coronapandemie | Afgelast vanwege de coronapandemie |
| 13    | Superprestige #6, Gavere                                      | C1   | Tom Pidcock                        | Lucinda Brand                      |
| 13    | Coupe d'Espagne #4, Valencia                                  | C2   | Felipe Orts                        | Lucía González Blanco              |
| 13    | Coupe de France #6, Liévin                                    | C2   | Afgelast vanwege de coronapandemie | Afgelast vanwege de coronapandemie |
| 13    | Utsunomiya Cyclo Cross #2, Utsunomiya                         | C2   | Afgelast vanwege de coronapandemie | Afgelast vanwege de coronapandemie |
| 13    | Ziklo Kross Igorre, Igorre                                    | C2   | Afgelast vanwege de coronapandemie | Afgelast vanwege de coronapandemie |
| 20    | Wereldbeker #2, Namen                                         | CDM  | Mathieu van der Poel               | Lucinda Brand                      |
| 20    | Sparkassen Radquerfeldein Grand Prix Stadl-Paura, Stadl-Paura | C2   | Afgelast vanwege de coronapandemie | Afgelast vanwege de coronapandemie |
| 22    | Ethias Cross Cyclocross Essen, Essen                          | C1   | Mathieu van der Poel               | Marianne Vos                       |
| 23    | X²O Badkamers Trofee #4, Herentals                            | C2   | Wout van Aert                      | Ceylin del Carmen Alvarado         |
| 23    | Kasteelcross Zonnebeke, Zonnebeke                             | C2   | Afgelast vanwege de coronapandemie | Afgelast vanwege de coronapandemie |
| 26    | Superprestige #7, Zolder                                      | C1   | Mathieu van der Poel               | Lucinda Brand                      |
| 26    | Cross-Race GP Luzern, Pfaffnau                                | C2   | Afgelast vanwege de coronapandemie | Afgelast vanwege de coronapandemie |
| 27    | Wereldbeker #3, Dendermonde                                   | CDM  | Wout van Aert                      | Lucinda Brand                      |
| 30    | Ethias Cross Versluys Cyclocross, Bredene                     | C2   | Mathieu van der Poel               | Kata Blanka Vas                    |

#### Januari
| Datum | Cross                                      | Cat. | Winnaar mannen                     | Winnaar vrouwen                    |
| ----- | ------------------------------------------ | ---- | ---------------------------------- | ---------------------------------- |
| 1     | X²O Badkamers Trofee #5, Baal              | C1   | Mathieu van der Poel               | Ceylin del Carmen Alvarado         |
| 1     | Grand Prix Garage Collé, Pétange           | C2   | Afgelast vanwege de coronapandemie | Afgelast vanwege de coronapandemie |
| 2     | Troyes Cyclocross International, Troyes    | C1   | David van der Poel                 | Lauriane Duraffourg                |
| 2     | Cyclocross Gullegem, Gullegem              | C2   | Mathieu van der Poel               | Kata Blanka Vas                    |
| 2     | EKZ CrossTour #3, Hittnau                  | C1   | Kevin Kuhn                         | Christine Majerus                  |
| 3     | Wereldbeker #4, Hulst                      | CDM  | Mathieu van der Poel               | Denise Betsema                     |
| 3     | Ormaiztegiko Ziklo Kross proba, Ormaiztegi | C2   | Afgelast vanwege de coronapandemie | Afgelast vanwege de coronapandemie |
| 6     | Elorrioko Basqueland Ziklokrosa, Elorrio   | C1   | Afgelast vanwege de coronapandemie | Afgelast vanwege de coronapandemie |
| 11    | Cyclocross Otegem, Otegem                  | C2   | Afgelast vanwege de coronapandemie | Afgelast vanwege de coronapandemie |
| 16    | Zilvermeercross, Mol                       | C1   | Wout van Aert                      | Lucinda Brand                      |
| 17    | International Cyclocross Rucphen, Rucphen  | C2   | Afgelast vanwege de coronapandemie | Afgelast vanwege de coronapandemie |
| 17    | Grand Prix Möbel Alvisse, Leudelange       | C2   | Afgelast vanwege de coronapandemie | Afgelast vanwege de coronapandemie |
| 17    | ZAO-sama Cup Tohoku CX Series, Zaō         | C2   | Afgelast vanwege de coronapandemie | Afgelast vanwege de coronapandemie |
| 23    | X²O Badkamers Trofee #6, Hamme             | C1   | Mathieu van der Poel               | Ceylin del Carmen Alvarado         |
| 24    | Wereldbeker #5, Overijse                   | CDM  | Wout van Aert                      | Ceylin del Carmen Alvarado         |
| 31    | Wereldkampioenschappen, Oostende           | CM   | Mathieu van der Poel               | Lucinda Brand                      |

#### Februari
| Datum | Cross                                    | Cat. | Winnaar mannen                     | Winnaar vrouwen                    |
| ----- | ---------------------------------------- | ---- | ---------------------------------- | ---------------------------------- |
| 3     | Ethias Cross Parkcross, Maldegem         | C2   | Afgelast vanwege de coronapandemie | Afgelast vanwege de coronapandemie |
| 6     | Superprestige #8, Middelkerke            | C1   | Laurens Sweeck                     | Denise Betsema                     |
| 7     | X²O Badkamers Trofee #7, Lille           | C1   | Laurens Sweeck                     | Ceylin del Carmen Alvarado         |
| 13    | Ethias Cross Grand Prix Eeklo, Eeklo     | C2   | Quinten Hermans                    | Denise Betsema                     |
| 14    | X²O Badkamers Trofee #8, Brussel         | C1   | Toon Aerts                         | Ceylin del Carmen Alvarado         |
| 20    | Ethias Cross Waaslandcross, Sint-Niklaas | C2   | Eli Iserbyt                        | Denise Betsema                     |
| 21    | Internationale Sluitingsprijs, Oostmalle | C1   | Laurens Sweeck                     | Denise Betsema                     |

## Startgelden
Het startgeld wordt deels bepaald door de UCI-ranking. Zo krijgen zowel de mannen als vrouwen, automatische de volgende startgelden op basis van de ranking:
| UCI-ranking | Startgeld       |
| ----------- | --------------- |
| 1 - 3       | € 1.000         |
| 4 - 10      | € 300 tot € 500 |
| 11 - 25     | € 150           |

Naast de automatische startgelden kan elke crosser nog over een bijkomend bedrag onderhandelen. De startgelden in het seizoen 2020/2021 voor de mannen bedragen volgens Het Nieuwsblad:
| Renner                 | Startgeld |
| ---------------------- | --------- |
| Wout van Aert          | € 10.000  |
| Mathieu van der Poel   | € 10.000  |
| Eli Iserbyt            | € 2.250   |
| Laurens Sweeck         | € 2.000   |
| Toon Aerts             | € 2.000   |
| Michael Vanthourenhout | € 1.250   |
| Lars van der Haar      | € 1.000   |
| Tim Merlier            | € 500     |
| Corné van Kessel       | € 500     |
| Thibau Nys             | € 400     |
| Tom Meeusen            | € 250     |
| Daan Soete             | € 250     |
| David van der Poel     | € 250     |
| Thijs Aerts            | € 150     |

## Statistieken

### Meeste overwinningen

#### Mannen elite
| # | Renner                 | Team                       | Aantal | CM | CDM | CC | CN | C1/C2 | C1/C2 | C1/C2 | C1/C2 |
| # | Renner                 | Team                       | Aantal | CM | CDM | CC | CN | SP    | X²O   | ETH   | OVE   |
| - | ---------------------- | -------------------------- | ------ | -- | --- | -- | -- | ----- | ----- | ----- | ----- |
| 1 | Mathieu van der Poel   | Alpecin-Fenix              | 10     | 1  | 2   | -  | -  | 1     | 3     | 2     | 1     |
| 2 | Eli Iserbyt            | Pauwels Sauzen-Bingoal     | 7      | -  | -   | 1  | -  | 2     | 2     | 2     | -     |
| 3 | Wout van Aert          | Jumbo-Visma                | 5      | -  | 2   | -  | 1  | -     | 1     | -     | 1     |
| 4 | Laurens Sweeck         | Pauwels Sauzen-Bingoal     | 5      | -  | -   | -  | -  | 2     | 1     | 1     | 1     |
| 5 | Toon Aerts             | Baloise Trek Lions         | 4      | -  | -   | -  | -  | 1     | 1     | 2     | -     |
| 6 | Felipe Orts            | Teika-Gsport-BH            | 4      | -  | -   | -  | -  | -     | -     | -     | 4     |
| 7 | Michael Vanthourenhout | Pauwels Sauzen-Bingoal     | 3      | -  | 1   | -  | -  | 1     | -     | -     | 1     |
| 8 | Lander Loockx          | Group Hens-Maes Containers | 3      | -  | -   | -  | -  | -     | -     | -     | 3     |
| 8 | Michael Boroš          | ČEZ Cyklo Tábor            | 3      | -  | -   | -  | -  | -     | -     | -     | 3     |
| 8 | Kevin Kuhn             | Tormans Cyclo Cross Team   | 3      | -  | -   | -  | -  | -     | -     | -     | 3     |
| 8 | Marek Konwa            | UKS Krupiński Suszec       | 3      | -  | -   | -  | -  | -     | -     | -     | 3     |

#### Vrouwen elite
| # | Renster           | Team                           | Aantal | CM | CDM | CC | CN | C1/C2 | C1/C2 | C1/C2 | C1/C2 |
| # | Renster           | Team                           | Aantal | CM | CDM | CC | CN | SP    | X²O   | ETH   | OVE   |
| - | ----------------- | ------------------------------ | ------ | -- | --- | -- | -- | ----- | ----- | ----- | ----- |
| 1 | Lucinda Brand     | Baloise Trek Lions             | 12     | 1  | 3   | -  | -  | 5     | 1     | 1     | 1     |
| 2 | Ceylin Alvarado   | Alpecin-Fenix                  | 10     | -  | 1   | 1  | -  | 2     | 5     | 1     | -     |
| 3 | Denise Betsema    | Pauwels Sauzen-Bingoal         | 8      | -  | 1   | -  | -  | 1     | 1     | 3     | 2     |
| 4 | Kata Blanka Vas   | Doltcini-Van Eyck Sport        | 5      | -  | -   | -  | -  | -     | -     | 1     | 4     |
| 5 | Lucía González    | Nesta-Skoda Alecar CX Team     | 4      | -  | -   | -  | -  | -     | -     | -     | 4     |
| 6 | Sara Casasola     | Servetto-Piumate-Beltrami TSA  | 2      | -  | -   | -  | -  | -     | -     | -     | 2     |
| 6 | Suzanne Verhoeven | Xalt Cycling                   | 2      | -  | -   | -  | -  | -     | -     | -     | 2     |
| 6 | Amira Mellor      | Albion Cycles                  | 2      | -  | -   | -  | -  | -     | -     | -     | 2     |
| 6 | Miho Imai         | CO2 bicycle                    | 2      | -  | -   | -  | -  | -     | -     | -     | 2     |
| 6 | Pavla Havlíková   | Kooperativa Jablonec nad Nisou | 2      | -  | -   | -  | -  | -     | -     | -     | 2     |

### Prijzengeld per renner

#### Mannen top 10
| Nr. | Renner                 | Wereldbeker | X²O Trofee | Superprestige | Losse crossen | Nat. K. | EK | WK | Totaal   |
| --- | ---------------------- | ----------- | ---------- | ------------- | ------------- | ------- | -- | -- | -------- |
| 1.  | Toon Aerts             | €           | €          | €             | €             | €       | €  | €  | € 76.175 |
| 2.  | Eli Iserbyt            | €           | €          | €             | €             | €       | €  | €  | € 68.935 |
| 3.  | Michael Vanthourenhout | €           | €          | €             | €             | €       | €  | €  | € 52.250 |
| 4.  | Wout van Aert          | €           | €          | €             | €             | €       | €  | €  | € 50.600 |
| 5.  | Mathieu van der Poel   | €           | €          | €             | €             | €       | €  | €  | € 46.400 |
| 6.  | Laurens Sweeck         | €           | €          | €             | €             | €       | €  | €  | € 33.185 |
| 7.  | Quinten Hermans        | €           | €          | €             | €             | €       | €  | €  | € 30.155 |
| 8.  | Tom Pidcock            | €           | €          | €             | €             | €       | €  | €  | € 18.025 |

#### Vrouwen top 10
| Nr. | Renster                    | Wereldbeker | X²O Trofee | Superprestige | Losse crossen | Nat. K. | EK      | WK      | Totaal    |
| --- | -------------------------- | ----------- | ---------- | ------------- | ------------- | ------- | ------- | ------- | --------- |
| 1.  | Lucinda Brand              | € 39.900    | € 36.400   | € 35.450      | € 4.450       |         | € 600   | € 5.000 | € 120.900 |
| 2.  | Ceylin del Carmen Alvarado | € 28.300    | € 19.550   | € 21.100      | € 2.500       |         | € 1.400 |         | € 72.850  |
| 3.  | Denise Betsema             | € 21.600    | € 21.850   | € 12.800      | € 11.685      |         |         | € 2.000 | € 69.935  |
| 4.  | Annemarie Worst            | € 11.320    | € 9.350    | € 6.990       | € 1.775       |         | € 800   | € 3.000 | € 33.235  |
| 5.  | Sanne Cant                 | € 10.800    | € 3.325    | € 2.665       | € 2.920       | € 2.300 |         |         | € 22.010  |
| 6.  | Kata Blanka Vas            | € 15.000    | € 355      | € 300         | € 3.145       |         | € 400   | € 1.000 | € 20.200  |
| 7.  | Manon Bakker               | € 9.125     | € 3.250    | € 4.450       | € 2.925       |         | € 300   |         | € 20.050  |
| 8.  | Clara Honsinger            | € 16.900    | € 1.210    | € 700         | € 650         |         |         |         | € 18.960  |
| 9.  | Yara Kastelijn             | € 3.900     | € 5.240    | € 7.325       | € 1.575       |         |         |         | € 18.040  |
| 10. | Fem van Empel              | € 6.350     | € 4.485    | € 310         | € 900         |         |         | € 2.500 | € 14.545  |

1982-1983 · 
1983-1984 · 
1984-1985 · 
1985-1986 · 
1986-1987 · 
1987-1988 · 
1988-1989 · 
1989-1990 · 
1990-1991 · 
1991-1992 · 
1992-1993 · 
1993-1994 · 
1994-1995 · 
1995-1996 · 
1996-1997 · 
1997-1998 · 
1998-1999 · 
1999-2000 · 
2000-2001 · 
2001-2002 · 
2002-2003 · 
2003-2004 · 
2004-2005 · 
2005-2006 · 
2006-2007 · 
2007-2008 · 
2008-2009 · 
2009-2010 · 
2010-2011 · 
2011-2012 · 
2012-2013 · 
2013-2014 · 
2014-2015 · 
2015-2016 · 
2016-2017 · 
2017-2018 · 
2018-2019 · 
2019-2020 · 
2020-2021 · 
2021-2022 · 
2022-2023 ·
2023-2024 ·
2024-2025
Kampioenschappen:  Wereldkampioenschappen ·
 Europese kampioenschappen ·
 Belgische kampioenschappen ·
 Nederlandse kampioenschappen
Klassementen:  Wereldbeker ·
 Superprestige ·
 X²O Badkamers Trofee ·
 EKZ CrossTour ·
 TOI TOI Cup ·
 Coupe de France ·
 Copa de España
Overig:  Ethias Cross
Geen UCI-cat.:  Giro d'Italia Ciclocross